# ジョージ・A・ケネディ
ジョージ・アレクサンダー・ケネディ（George Alexander Kennedy、1901年5月17日 - 1960年8月15日）は、アメリカ合衆国の中国学者。
中国名は金 守拙 (Jīn Shǒuzhuō)。アメリカ合衆国での中国語教育と中国語文語文法の研究で知られる。

## 生涯と業績
ケネディの両親はプロテスタントの宣教師で、ケネディは浙江省の莫干山にある教会（今の湖州市の一部）で生まれ、塘棲鎮（今の杭州市余杭区の一部）で育った。上海アメリカンスクールを卒業後、翌1918年に渡米、ウースター大学に入学した。卒業後はピッツバーグのウエスタン神学校とニューヨークのユニオン神学校で神学を学んだが、1925年に中途退学した。
1926年にはふたたび中国に戻り、上海で英語や中国語を教えた。1932年にはベルリン大学に入り、中国語と日本語を学び、唐律中の自白の役割に関して博士論文を書いた（エーリヒ・ヘーニシュの指導）。米国に帰った後の1937年に正式な博士号が得られた。
帰国後はアメリカ議会図書館で働き、『清代名人伝略』の執筆に参加した。1935年にイェール大学の中国語学・文学の講師の職を得た。1938年に教授となり、没するまでその職にあった。イェールではエドワード・サピアとレナード・ブルームフィールドに言語学を学んだ。
太平洋戦争がはじまるとイェール大学は軍事目的の外国語短期教育の中心となり、ケネディは中国語と日本語の集中教育を担当した。この目的のためにケネディは自ら中国語のローマ字表記法を考案し（イェール式ローマ字）、それを使って教材を作った。イェール式ローマ字は戦後も長い間にわたりアメリカでの中国語教育に使われた。
戦後の1948年に北京大学の客員教授に迎えられたが、国共内戦のために中断して帰国した。
学術的には中国語の文語文法に関する論文が有名で、中国語の他動詞と自動詞の区別・否定辞・代名詞（我・吾）などの研究がある。また中国語が単音節言語であるという考えを迷信とみなし、古代から現代まで中国語が単音節語であったことはないと説いた。論文集は没後の1964年にイェール大学から出版されている。
- Tien-yi Li（李田意）, ed. Selected Works of George A. Kennedy. New Haven: Yale University

1959年にグッゲンハイム奨励金を得て京都大学人文科学研究所で研究を行ったが、日本から帰国する船の中で心臓発作により没した。